# Політрудня
Політру́дня — село в Україні, у Городнянській міській громаді Чернігівського району Чернігівської області. Населення становить 108 осіб. До 2017 орган місцевого самоврядування — Хрипівська сільська рада.

## Історія
Село називалося Політична Рудня ще до 1917 року, згадка є у «Списку населених місць Чернігівської губернії, які мають не менше 10 мешканців, за даними 1901 року». Тому село було виключене зі списку поселень, що підлягали перейменуванню згідно з законом про декомунізацію.
З даними того ж «Списку населених місць Чернігівської губернії, які мають не менше 10 мешканців, за даними 1901 року», «Політична Рудня, Городнянського повіту, Тупичівської волості, 175 чоловіків та 166 жінок, 2 стану, 2 дільниці земського начальника».
12 червня 2020 року, відповідно до розпорядження Кабінету Міністрів України № 730-р від «Про визначення адміністративних центрів та затвердження територій територіальних громад Чернігівської області», село увійшло до складу Городнянської міської громади.
19 липня 2020 року, в результаті адміністративно-територіальної реформи та ліквідації Городнянського району, село увійшло до складу Чернігівського району.

## Населення

### Мова
Розподіл населення за рідною мовою за даними перепису 2001 року:
| Мова       | Кількість | Відсоток |
| ---------- | --------- | -------- |
| українська | 101       | 93.52%   |
| російська  | 7         | 6.48%    |
| Усього     | 108       | 100%     |

## Рангов
На північний захід від села розташований Рангов ліс. Назва його походить від назви земельних володінь в анщині, які надавались козацькійстаршині на час служби. Місцевість відома, як грибні угіддя (білі гриби, маслюки, опеньки, лисички, обабки, піддубники, сироїжки, польські), що популярні у місцевих мешканців як села, так і міста Городня. У лісі росте береза та сосна. Серед тварин найпоширеніші білка, вовк, лось, кабан, дикі кози, раніше зустрічалися рисі. Птахів близько 30 видів: синиця велика, чубата, блакитна, зяблик, мухоловка, шпак, дрізд співочий, чорний, дятел малий, середній строкатий, великий строкатий і зелений, щиголь; на озері зустрічаються: крижень, лебеді, гуси, куріпки, мартини тощо.